# قرق قلعة (ولاية)
وِلَايَةُ قِرِق قَلْعَة (بالتركية: قرق قلعه ولایت) هي إحدى ولايات تركيا تقع في وسط تركيا مركز المحافظة مدينة قرق قلعة.[بحاجة لمصدر]